# Alchemilla flaccida
Alchemilla flaccida är en rosväxtart som beskrevs av Sensu Fröhner. Alchemilla flaccida ingår i släktet daggkåpor, och familjen rosväxter. Inga underarter finns listade i Catalogue of Life.